# Oriol Pla i Solina
Oriol Pla i Solina (Barcelona, 17 d'abril del 1993) és un actor català de televisió, cinema i teatre, conegut principalment pels seus papers a la sèrie de TVC El cor de la ciutat, i a pel·lícules com La Batalla de l'Ebre, Truman o Incerta glòria.

## Biografia
Nascut a Barcelona el 1993, és fill de Quimet Pla, fundador de la companyia de teatre Comediants, i Núria Solina, violinista i fundadora de les companyies Picatrons i Circ Cric. Va estudiar el batxillerat artístic a l'institut XXV Olimpíada de Barcelona, per després estudiar interpretació a l'Institut del Teatre de Barcelona.
Va començar la seva carrera com a actor participant en sèries de TV3 com El cor de la ciutat, i la tv-movie Jaulas de oro. El 2013 es va estrenar al teatre protagonitzant l'obra Jo mai amb Álex Monner, dirigida per Iván Morales dins de la programació del Festival Grec d'aquell any.
El 2015 va representar en solitari l'obra Ragazzo, un monòleg de Lali Álvarez sobre l'assassinat de Carlo Giuliani en el context de les protestes contra la cimera del G8 a Gènova l'any 2001. En paral·lel, va saltar a la fama per participar en la sèrie de televisió Merlí, emesa originalment a TV3 i posteriorment a Antena 3, Movistar+ i Netflix. Pla va interpretar Óscar Rubio, germà gran d'un dels protagonistes de la sèrie, Pol Rubio, interpretat per l'actor Carlos Cuevas. També aquest any forma part de l'elenc de la premiada Truman, de Cesc Gay.
El 2016 va adaptar l'Odissea d'Homer juntament amb Pau Matas i Quimet Pla; a més de ser ajudant de direcció i narrador de l'obra. També va formar part de Be God Is, juntament amb Blai Juanet Sanagustín i Marc Sastre, obra que va rebre múltiples premis i bones crítiques. Aquest any va protagonitzar la pel·lícula per televisió Ebre, del bressol a la batalla, emesa a TV3 i basada en la lleva del biberó durant la guerra civil espanyola.
El 2017 va formar part de l'elenc d'Incerta glòria, pel·lícula d'Agustí Villaronga per la qual va ser guardonat amb Premi Gaudí al Millor Actor Secundari el 2018, Premi al Millor Actor Protagonista al Festival Cine Horitzons de Marsella el 2017, i nominat al Premi Feroz a Millor Actor de Repartiment.
El 2018 va protagonitzar juntament amb Michelle Jenner el curtmetratge Álex i Julia, de la marca de cervesa Estrella Damm. Al juny d'aquell any va estrenar la sèrie El día de mañana de Movistar+, que protagonitza amb la madrilenya Aura Garrido. Al novembre va ser premiat com a Millor Intèrpret Masculí en ficció en els Premis Ondas. L'octubre de 2018 va estrenar la cinta Petra, del director Jaime Rosales. El seu treball li va valer el seu segon Premi Gaudí consecutiu a la categoria de Millor Actor Secundari.

## Obra

### Sèries
- Gàbies d'or (2005)
- Raval (2009)
- El cor de la ciutat (2008-2009)
- Merlí (2015-2016)
- El día de mañana (2018)
- Dime quién soy (2020-21)
- Yo, Adicto (2024)

### Pel·lícules
- Un mundo numérico (2007)
- Any de gràcia (2011)
- Animals (2012)
- Tots els camins de Déu (2014)
- Truman (2015)
- Ebre, del bressol a la batalla (2016)
- No sé decir adios (2017)
- Incerta glòria (2017)
- Petra (2018)
- Girasoles silvestres (2022)
- Creatura (2023)
- Salve María (2024)

### Teatre
- Ragazzo, de Lali Álvarez (2015)

### Anuncis
- Estrella Damm (2019)

## Premis i nominacions
| Any  | Premis                               | Categoria                             | Obra                 | Resultat  | Ref.          |
| ---- | ------------------------------------ | ------------------------------------- | -------------------- | --------- | ------------- |
| 2018 | V Premis Feroz                       | Millor actor de repartiment           | Incerta glòria       | Nominat   | [ 17 ]        |
| 2018 | X Premis Gaudí                       | Millor actor secundari                | Incerta glòria       | Guanyador | [ 18 ]        |
| 2018 | XX Premis Iris                       | Millor actor                          | El día de mañana     | Nominat   | [ 19 ]        |
| 2018 | 65 Premis Ondas                      | Millor actor                          | El día de mañana     | Guanyador | [ 20 ]        |
| 2019 | VI Premis Feroz                      | Millor actor protagonista d'una sèrie | El día de mañana     | Nominat   | [ 21 ]        |
| 2019 | XI Premis Gaudí                      | Millor actor secundari                | Petra                | Guanyador | [ 22 ]        |
| 2019 | XXVIII Premis de la Unión de Actores | Millor actor de repartiment de cinema | Petra                | Nominat   | [ 23 ] [ 24 ] |
| 2023 | XV Premis Gaudí                      | Millor actor                          | Girasoles silvestres | Nominat   | [ 25 ]        |
| 2023 | X Premis Feroz                       | Millor actor de repartiment           | Girasoles silvestres | Nominat   | [ 26 ]        |
| 2024 | XI Premis Feroz                      | Millor actor de repartiment           | Creatura             | Nominat   | [ 27 ]        |
| 2024 | XVI Premis Gaudí                     | Millor protagonista masculí           | Creatura             | Nominat   | [ 28 ]        |
| 2025 | XVIII Premis Gaudí                   | Millor actor secundari                | Salve Maria          | Nominat   |               |
| 2025 | XII Premis Feroz                     | Millor protagonista d'una sèrie       | Yo, adicto           | Guanyador |               |